# Panait Mușoiu
Panait Mușoiu (n. 18 noiembrie 1864, Roman – d. 16 noiembrie 1944, București) a fost un anarhist și ideolog socialist român, redactor și publicist, autor al primei traduceri românești a Manifestului Partidului Comunist de Karl Marx și Friedrich Engels, propagator al ideilor marxiste în România. 

## Biografie
A fost un autodidact, educația sa formală fiind limitată la absolvirea gimnaziului (1875 – 1881). După absolvire, Panait Mușoiu are șansa de a urma cursurile la distanță ale Universității din Bruxelles între 1892 – 1893. În 1889 înființează editura „Biblioteca Revista Ideei” cu scopul de a „emancipa publicul”.
După 1880, Mușoiu a devenit socialist, adoptând varianta marxistă a socialismului. Dar în 1891, după congresul ținut de „A Doua Internațională Socialistă” la Bruxelles, el a început să critice parlamentarismul și să îndemne la acțiunea directă. Ca urmare, în 1892 a fost exclus din Partidul Socialist din România. Din acel moment, împreună cu prietenul său Panait Zosin, a început să propage idei anarhiste și sindicaliste, organizând sindicate în zonele cu înclinațiile cele mai radicale, cum ar fi industria petrolieră din România de pe Valea Prahovei și din jurul Ploieștiului. După 1900, Mușoiu s-a retras din viața publică, concentrându-se pe editarea publicației sale „Revista Ideei” (1900-1916). În a doua jumătate a anilor 1920, era considerat un fel de pustnic. Printre publicațiile sale se numărau traduceri din Jean Grave, Piotr Kropotkin, Elisée Reclus și Errico Malatesta. Aceste publicații erau marcate de patru caracteristici: 1) Alegerea lor nu era sectantă, deoarece Mușoiu credea în conlucrarea tolerantă a tuturor formelor de anarhism; 2) Mușoiu era un feminist devotat, susținând lupta de emancipare a femeilor; 3) Era un luptător fervent împotriva antisemitismului, destul de răspândit în România; 4) Era un antimilitarist convins.
Panait Mușoiu a tradus în 1890 în limba română lucrarea lui Engels „Dezvoltarea socialismului de la utopie la știință“, după versiunea franceză „Socialisme utopique et socialisme scientifique“ a lui Paul Lafargue, din 1880. Aceasta a fost publicată în revista „Munca“ nr. 44 din 23 decembrie, nr. 45 din 1 ianuarie, nr. 47 din 13 ianuarie, nr. 48 din 20 ianuarie, nr. 49 din 27 ianuarie, nr. 50 din 3 februarie. Panait Mușoiu a tradus, de asemenea, prefața la ediția întâi, din 1882, și prefața la ediția a patra, din 1891, a lucrării „Dezvoltarea socialismului de la utopie la știință“.
În anul 1897 a editat, împreună cu Panait Zosin, revista „Mișcarea socială”, în care au apărut și traduceri din lucrările lui Friedrich Engels.
Panait Mușoiu a fost înmormântat în Mausoleul din Parcul Carol. În anul 1991 mausoleul a fost dezafectat, iar osemintele reprezentaților comuniști au fost exhumate și mutate în alte cimitire.

## In memoriam
- La Craiova o stradă poartă numele Panait Mușoiu - cod poștal 200395[6]. De asemenea, o stradă din Buzău a fost numită după el.

## Scrieri
În volum
- Fățarnicii, tipărită la Roman 1889
- Propaganda în mișcarea socială, București Biblioteca Socialistă 1891, reeditată în 1915 la Tipografia Vocea Poporului colecția Biblioteca Revistei Ideei
- Despre mișcarea socialistă, București Biblioteca Socialistă 1893, retipărită în 1915 colecția Biblioteca Revistei Ideei alături de Propaganda în mișcarea socială
- Determinismul social Metoda experimentală în politică; Determinismul social și ceva despre socialismul belgian, București Biblioteca Socialistă 1893. Sunt două texte reunite: Socialismul belgian retipărit în 1895 în revista Carmen Sylva în limba franceză și Determinismul social retipărit în 1915 colecția Biblioteca Revistei Ideei
- Emanciparea femeii București Biblioteca Socialistă 1899, 3 conferințe ținute în 1894 1895 și 1899
- Școala liberă”, București, 1897
- Cum se explică anarhiștii: Ravachol, Vaillant, Emile Henry ,Casserio; Declarațiile lui Etievant: dreptul de-a judeca, dreptul la vieață, București Biblioteca Socialistă 1900
- Metoda experimentală în politică conferință ținută în 1893 București Biblioteca Socialistă 1911 retipărită în 1915 colecția Biblioteca Revistei Ideei
- Scrieri (postum, 1976)